# Badula reticulata
Badula reticulata là một loài thực vật thuộc họ Myrsinaceae. Đây là loài đặc hữu của Mauritius.